# Дам Мари ле Боа
Дам Мари ле Боа (фр. Dame-Marie-les-Bois) је насељено место у Француској у региону Центар, у департману Ендр и Лоара.
По подацима из 2011. године у општини је живело 311 становника, а густина насељености је износила 34,9 становника/km².

## Демографија
| 1962. | 1968. | 1975. | 1982. | 1990. | 2011. |
| ----- | ----- | ----- | ----- | ----- | ----- |
| 304   | 274   | 247   | 225   | 235   | 311   |